# Rubungo
Rubungo är ett periodiskt vattendrag i Burundi.   Det ligger i provinsen Bururi, i den sydvästra delen av landet, 70 kilometer söder om huvudstaden Bujumbura.
Omgivningarna runt Rubungo är en mosaik av jordbruksmark och naturlig växtlighet. Runt Rubungo är det ganska tätbefolkat, med 166 invånare per kvadratkilometer.